# Cotoneaster langei
Cotoneaster langei es una especie de planta del género Cotoneaster, perteneciente a la familia Rosaceae.

## Taxonomía
Cotoneaster langei fue descrita por Gerhard Klotz en 1972.

## Distribución
Se encuentra en el territorio centro-sur de China.